# Mekotnjak
Mekotnjak este o localitate din comuna Ljutomer, Slovenia, cu o populație de 204 locuitori.